# 世界の宦官一覧
世界の宦官一覧では、宦官として従事していた著名な人物を王朝別に示す。

## イラン・イスラム共和国に相当する地域

### ザンド朝
- アーガー・モハンマド・シャー[注釈 1]（1742年? - 1797年6月17日）

## インド共和国に相当する地域

### ハルジー朝
- マリク・カーフール（? - 1316年2月）

## 地中海に面する地域

### 東ローマ帝国
- ナルセス（478年 - 573年）
- イグナティオス（797年 - 877年）
- バシレイオス・ノソス（英語版）（925年 - 985年）

## 中華人民共和国に相当する地域

### 斉
- 豎刁（生没年不明）

### 秦
- 韓談（生没年不明）
- 趙高[注釈 2]（? - 紀元前207年）
- 嫪毐[注釈 3]（紀元前258年 - 紀元前238年）

### 前漢
- 司馬遷（紀元前145年/紀元前135年? – 紀元前87年）
- 許広漢（? - 紀元前61年）
- 弘恭（生没年不明）
- 石顕（生没年不明）
- 張賀（生没年不明）
- 中行説（生没年不明）
- 李延年（生没年不明）

### 後漢
- 夏惲（生没年不明）
- 郭勝（? - 189年）
- 韓悝（? - 189年）
- 具瑗（? - 165年）
- 蹇碩（? - 189年）
- 高望（? - 189年）
- 蔡倫（50年? - 121年?）
- 左悺（? - 165年）
- 徐璜（? - 164年）
- 曹節（? - 181年）
- 宋典（? - 189年?）
- 曹騰（生没年不明）
- 単超（? - 160年）
- 孫璋（? - 189年?）
- 段珪（? - 189年）
- 唐衡（? - 164年）
- 張恭（? - 189年?）
- 張譲（135年? - 189年）
- 趙忠（? - 189年）
- 鄭衆（? - 114年）
- 畢嵐（? - 189年?）
- 栗嵩（? - 189年?）
- 呂強（? - 184年）

### 蜀漢
- 黄皓（215年以前 - 263年以降）

### 前秦
- 張蚝（生没年不明）

### 北魏
- 王琚（407年 - 496年）
- 王温（463年 - 528年）
- 王遇（生没年不明）
- 王質（生没年不明）
- 賈粲（生没年不明）
- 仇洛斉（? - 454年）
- 成軌（? - 528年）
- 宗愛（? - 452年）
- 孫小（生没年不明）
- 段霸（生没年不明）
- 趙黒（? - 482年）
- 張宗之（428年 - 496年）
- 張祐（438年 - 486年）
- 苻承祖（生没年不明）
- 平季（? - 534年）
- 抱嶷（生没年不明）
- 封津（477年 - 538年）
- 楊範（生没年不明）
- 劉騰（464年 - 523年）

### 唐
- 李輔国（704年 - 762年）
- 楊思勗（? - 740年）
- 辺令誠（? - 756年）
- 高力士（684年 - 762年）
- 李豬児（生没年不明）
- 劉季述（? - 901年）
- 王仲先（? - 901年）
- 韓全誨（? - 903年）
- 韓朝彩（生没年不詳）
- 趙宝英（? - 778年）
- 田令孜（? - 893年）
- 楊思勗（? - 740年）
- 楊復恭（? - 894年）
- 楊復光（842年 - 883年）

### 北宋
- 童貫（? - 1126年）

### 明
- 鄭和（1371年 - 1434年）
- イシハ（生没年不明）
- 王振（? - 1449年）
- 曹吉祥（? - 1461年）
- 汪直（生没年不明）
- 高寀（生没年不明）
- 劉瑾（1451年 - 1510年）
- 魏忠賢（1568年2月27日 - 1627年）
- 王承恩（? - 1644年）

### 清
- 張謙和（生没年不明）
- 董海川（1797年?/1813年 - 1882年）
- 安徳海（1837年 - 1869年）
- 李連英（1848年 - 1891年）
- 寇連材（? - 1896年）
- 崔玉貴（1860年 - 1920年）
- 張蘭徳（1876年 - 1957年）
- 孫耀庭（1902年 - 1996年）
- 王鳳池（1904年 - 1949年以降）

## 朝鮮半島

### 李氏朝鮮
- 金処善（生年不明 - 1505年）

## ベトナム社会主義共和国に相当する地域

### 李朝
- 李常傑（1019年 - 1105年）